# Wiktor Amadeusz I Sabaudzki-Carignano
Wiktor Amadeusz I Sabaudzki-Carignano właściwie wł. Vittorio Amedeo I Savoia-Carignano (ur. 1 marca 1690 w Turynie, zm. 4 kwietnia 1741 w Paryżu) był trzecim księciem Carignano.

## Życiorys
Urodził się w Turynie, był trzecim dzieckiem i najstarszym synem Emanuela Filiberta i Marii Katarzyny d'Este.
Został Kawalerem Orderu Annuncjaty w 1696 roku.

### Małżeństwo
Ożenił się w Moncalieri 7 listopada 1714 z Marią Wiktorią Franciszką Sabaudzką wł. Maria Vittoria Francesca di Savoia (10 lutego 1690 - Paryż, 8 czerwca 1766), córką, ze związku pozamałżeńskiego, Wiktora Amadeusza wł.  Vittorio Amedeo króla Sardynii i Joanny Chrzciciel d'Albert de Luynes fr. Jeanne Baptiste d’Albret de Luynes, legitymizowaną przez ojca.
Jego teść okazał mu początkowo przychylność, ale ostatecznie pozbawił go, w 1717 roku, 400.000 lirów rocznego dochodu z powodu nadmiernych wydatków. To spowodowało, że uciekł do Francji, ale w końcu 1718 r. mógł wejść w posiadanie swojego dziedzictwa.
W 1733 roku przeniósł się ponownie do Paryża, gdzie został mianowany generałem armii Francji. Zamieszkał w hotelu Soissons w Paryżu, w związku ze stratą Zamku Condé na rzecz Jean-François Leriget de La Faye, po skonfiskowaniu go przez Ludwika XIV  w dniu 6 marca 1719 r. Stworzył znaczną kolekcję dzieł sztuki, którą następnie sprzedano na aukcji z powodu długów, które stopniowo narastały. W hotelu zorganizował również dom gdzie przyjmowano zakłady i grano w gry hazardowe trwoniąc wkrótce swoje ogromne dziedzictwo. Prowadził rozpustny tryb życia. W ciągu lat w Paryżu, jego kochanką była znana tancerka Barbara Campanini.

### Śmierć
Wiktor Amadeusz zmarł w 1741 ogromnie zadłużony, do tego stopnia, że jego dom został sprzedany przez syna, aby spłacić długi. Dom później został zburzony i na jego miejscu powstała giełda zbożowa, w miejscu, gdzie dziś znajduje się Izba Handlowa w Paryżu. Jego następcą został jego syn Ludwik Wiktor wł. Luigi zwany Ludovico.

## Potomstwo
Z małżeństwa z Marią Wiktorią Franciszką Sabaudzką, Wiktor Amadeusz Sabaudzki-Carignano miał pięcioro dzieci:
- Józef Wiktor Amadeusz wł. Giuseppe Vittorio Amedeo (urodził się i zmarł w 1716 roku)[1]
- Anna Teresa (1717 – 1745), wyszła za Karola Juliusza Rohan księcia Soubise wł. Carlo Giulio Rowan, principe di Soubise
- Ludwik Wiktor wł. Luigi Vittorio (1721 - 1778), książę Carignano[1][2]
- Wiktor Amadeusz wł. Vittorio Amedeo (1722)
- Córka (urodziła się i zmarła w 1729)

Z kochanką Felicytą Parà Marignan wł. Felicita Parà di Marignan (zmarła w 1742 roku) miał dwoje nieślubnych dzieci, które uznał:
- Janek wł. Giovannino (ok. 1712 - 1742)[1], chorąży w półku Piemont od 1731 roku, ksiądz od 1723 roku i, być może, proboszcz później.
- Marianna Ludwika wł. Marianna Luigia (c. 1714 - 1769)[1], zakonnica pod imieniem "siostra Klara Marignan" w klasztorze Świętej Klary wł. Santa Chiara w Pinerolo od 1752

Z kochanką Joanną-Elżbietą Lyon fr. Jeanne-Elisabeth le Lyon miał nieślubne dziecko, które nie uznał :
- Wiktor Amadeusz wł. Vittorio Amedeo (1728 - ?)

Z kochanką Marią Vonzart (lub Tanzault), miał dwoje nieślubnych dzieci, które uznał:
- Amadea Anna wł. Amedea Anna (1730 - 1813), nazywana "Panną z Villafranca" fr. "Madmoiselle de Villafranca"[1], wyszła za mąż za Józefa wł. Giuseppe Bigeard-Murinais
- Amadeusz Filibert wł. Amedeo Filiberto (1731 - 1807), zwany, "Kawalerem z Racconigi"[1], kawaler Suwerennego Zakonu Maltańskiego, kapitan pułku dragonów Delfina Francji, Kawaler Wielkiego Krzyża Orderu Świętych Maurycego i Łazarza od 1800 roku, ożenił się w Turynie w 1798 roku z Krystyną wł. Christina (1764-1841), córka barona Ludwika wł. Luigi de-La-Tour-de-Remoules
- Katarzyna wł. Catherine (ok. 1733 - 7 maja 1823)[1]

## Tytułów i ordery

### Tytuły
- 3. książę Carignano,
- Markiz Racconigi i Busca z Cavallermaggiore, Villafranca, Vigone, Barge, Caselle, Roccavione, Peveragno i Boves;
- Generał-gubernator twierdz Księstwa Mediolanu

### Ordery
Najwyższy Order Zwiastowania Najświętszej Marii Panny (Order Annuncjaty) w 1696

## Rodowód
| Wiktor Amadeusz I Sabaudzki-Carignano | Ojciec: Emanuel Filibert Sabaudzki-Carignano | Dziadek po mieczu: Tomasz Franciszek Sabaudzki-Carignano | Pradziadek po mieczu: Karol Emanuel I Sabaudzki  | Prapradziadek po mieczu: Emanuel Filibert I Sabaudzki   |
| Wiktor Amadeusz I Sabaudzki-Carignano | Ojciec: Emanuel Filibert Sabaudzki-Carignano | Dziadek po mieczu: Tomasz Franciszek Sabaudzki-Carignano | Pradziadek po mieczu: Karol Emanuel I Sabaudzki  | Praprababka po mieczu: Małgorzata Walezjuszka           |
| Wiktor Amadeusz I Sabaudzki-Carignano | Ojciec: Emanuel Filibert Sabaudzki-Carignano | Dziadek po mieczu: Tomasz Franciszek Sabaudzki-Carignano | Prababka po mieczu: Katarzyna Michalina Habsburg | Prapradziadek po mieczu: Filip II Hiszpański            |
| Wiktor Amadeusz I Sabaudzki-Carignano | Ojciec: Emanuel Filibert Sabaudzki-Carignano | Dziadek po mieczu: Tomasz Franciszek Sabaudzki-Carignano | Prababka po mieczu: Katarzyna Michalina Habsburg | Praprababka po mieczu: Elżbieta Walezjuszka             |
| Wiktor Amadeusz I Sabaudzki-Carignano | Ojciec: Emanuel Filibert Sabaudzki-Carignano | Babka po mieczu: Maria Burbon-Soissons                   | Pradziadek po mieczu: Karol Burbon-Soissons      | Prapradziadek po mieczu: Ludwik I Burbon-Condé          |
| Wiktor Amadeusz I Sabaudzki-Carignano | Ojciec: Emanuel Filibert Sabaudzki-Carignano | Babka po mieczu: Maria Burbon-Soissons                   | Pradziadek po mieczu: Karol Burbon-Soissons      | Praprababka po mieczu: Franciszka Orleańska-Longueville |
| Wiktor Amadeusz I Sabaudzki-Carignano | Ojciec: Emanuel Filibert Sabaudzki-Carignano | Babka po mieczu: Maria Burbon-Soissons                   | Prababka po mieczu: Anna Montafià                | Prapradziadek po mieczu: Ludwik Montafià                |
| Wiktor Amadeusz I Sabaudzki-Carignano | Ojciec: Emanuel Filibert Sabaudzki-Carignano | Babka po mieczu: Maria Burbon-Soissons                   | Prababka po mieczu: Anna Montafià                | Praprababka po mieczu: Joanna Coesme                    |
| Wiktor Amadeusz I Sabaudzki-Carignano | Matka: Maria Katarzyna d'Este                | Dziadek po kądzieli: Borso d'Este                        | Pradziadek po kądzieli: Cezar d'Este             | Prapradziadek po kądzieli: Alfons d'Este                |
| Wiktor Amadeusz I Sabaudzki-Carignano | Matka: Maria Katarzyna d'Este                | Dziadek po kądzieli: Borso d'Este                        | Pradziadek po kądzieli: Cezar d'Este             | Praprababka po kądzieli: Julia Della Rovere             |
| Wiktor Amadeusz I Sabaudzki-Carignano | Matka: Maria Katarzyna d'Este                | Dziadek po kądzieli: Borso d'Este                        | Prababka po kądzieli: Wirginia Medycejska        | Prapradziadek po kądzieli: Kosma I Medyceusz            |
| Wiktor Amadeusz I Sabaudzki-Carignano | Matka: Maria Katarzyna d'Este                | Dziadek po kądzieli: Borso d'Este                        | Prababka po kądzieli: Wirginia Medycejska        | Praprababka po kądzieli: Kamila Martelli                |
| Wiktor Amadeusz I Sabaudzki-Carignano | Matka: Maria Katarzyna d'Este                | Babka po kądzieli: Hipolita d'Este                       | Pradziadek po kądzieli: Ludwik I d'Este          | Prapradziadek po kądzieli: Cezar d’Este                 |
| Wiktor Amadeusz I Sabaudzki-Carignano | Matka: Maria Katarzyna d'Este                | Babka po kądzieli: Hipolita d'Este                       | Pradziadek po kądzieli: Ludwik I d'Este          | Praprababka po kądzieli: Wirginia Medycejska            |
| Wiktor Amadeusz I Sabaudzki-Carignano | Matka: Maria Katarzyna d'Este                | Babka po kądzieli: Hipolita d'Este                       | Prababka po kądzieli: ?                          | Prapradziadek po kądzieli: ?                            |
| Wiktor Amadeusz I Sabaudzki-Carignano | Matka: Maria Katarzyna d'Este                | Babka po kądzieli: Hipolita d'Este                       | Prababka po kądzieli: ?                          | Praprababka po kądzieli: ?                              |